# Stratigrafia sequenziale

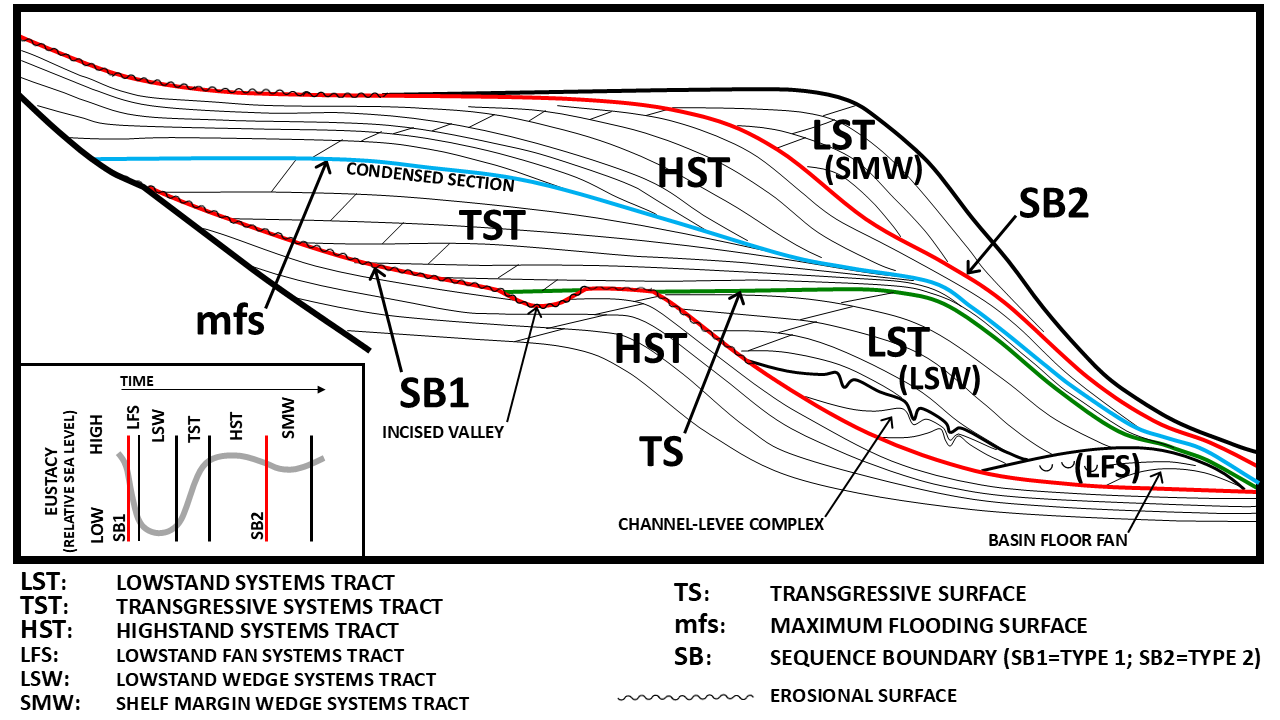
Modello generale (non in scala) che illustra le geometrie dei corpi sedimentari in corrispondenza di un margine continentale in relazione a cicli eustatici. Una sequenza deposizionale è delimitata da due superfici di unconformity definiti sequence boundary (SB-1 e SB-2) dovuti a importanti eventi di abbassamento del livello marino.

La stratigrafia sequenziale è un'importante materia di sintesi per tutta quella che è la geologia del sedimentario, perché spiega l'evoluzione e l'architettura dei bacini sedimentari basandosi essenzialmente sulle variazioni relative del livello marino e sugli eventi tettonici che questi hanno subito nel corso del tempo geologico. Ha quindi il pregio di trattare i bacini sedimentari come sistemi dinamici e dal punto di vista della loro genesi.

## Origine e sviluppo dell'approccio sequenziale
Questa disciplina si è sviluppata a partire dagli anni settanta-ottanta del XX secolo, prendendo le mosse da indagini geologiche stratigrafiche maturate nell'ambito delle ricerche petrolifere della compagnia Exxon (una delle cosiddette "sette sorelle") e basate su una mole di dati di sottosuolo: pozzi per idrocarburi (log, carotaggi, dati biostratigrafici e paleoambientali), e soprattutto registrazioni digitali della sismica a riflessione, oltre che su dati di affioramento.
La stratigrafia sequenziale divide le successioni stratigrafiche di un bacino in sequenze deposizionali, utilizzando principalmente le superfici di discordanza (unconformity) per l'individuazione di ciascuna sequenza. All'interno delle singole sequenze vengono riconosciute a loro volta diverse unità stratigrafiche di rango inferiore, dette system tract, in base alle geometrie dei corpi sedimentari i cui caratteri deposizionali di progradazione e retrogradazione sono messi in relazione rispettivamente con fasi di decremento (regressione) e incremento (trasgressione) del livello marino.
La stratigrafia sequenziale si è sviluppata inizialmente con lo studio dei sedimenti silicoclastici, su margini continentali di tipo passivo. Nei decenni successivi, questa disciplina è stata estesa a contesti strutturali più complessi, con tettonica di tipo compressionale, e a sedimenti carbonatici e misti.
Lo sviluppo di questa disciplina ha rappresentato un vero e proprio "spartiacque" nell'approccio allo studio della stratigrafia, che ha influenzato fortemente tutti i successivi sviluppi in questo campo, costituendo una cesura netta rispetto agli studi tradizionali che privilegiavano un approccio formazionale. Una sequenza deposizionale è definita infatti da un punto di vista genetico (variazioni del livello marino, subsidenza, tettonica) e non litostratigrafico, e può comprendere diverse formazioni geologiche sia verticalmente che lateralmente (anche nell'ambito dei singoli system tract). L'unità stratigrafica corrispondente alla sequenza deposizionale, delimitata da due unconformity, si definisce sintema, il sintema può essere definito a varie scale ed eventualmente, se necessario, gerarchizzato (subsintemi, di ordine inferiore, e supersintemi, di ordine superiore). 

## Concetti fondamentali e nomenclatura

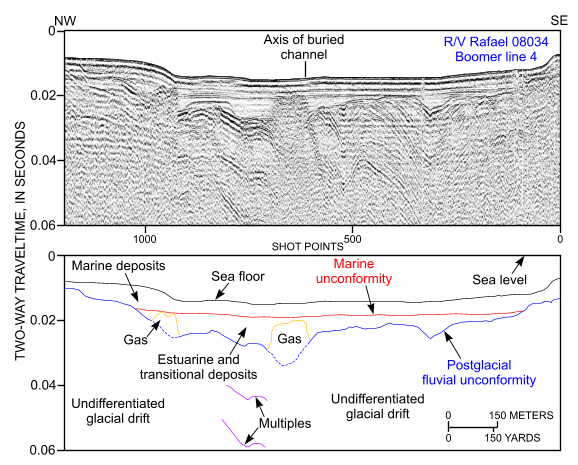
Esempio di sezione sismica che mostra lo sviluppo di due unconformity. In alcuni casi le superfici sono mascherate da fenomeni di gas chimney (zone con segnale sismico fortemente disturbato dalla risalita di gas dal sottosuolo).

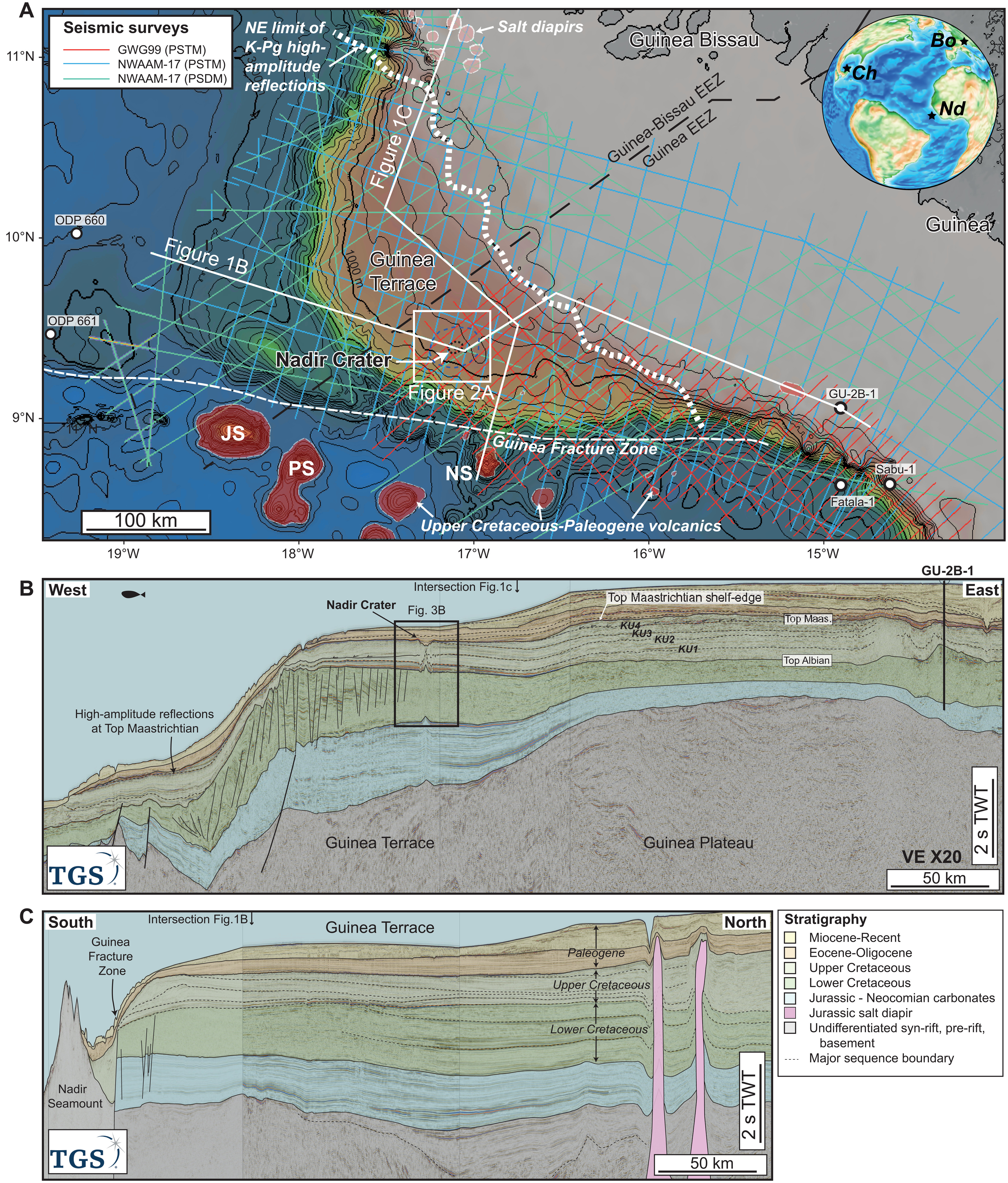
Sezioni sismiche che mostrano l'assetto stratigrafico del margine continentale africano occidentale (Guinea Bissau); sono evidenziate in colori diversi le principali sequenze deposizionali e sono riportati diversi sequence boundary, che definiscono anche sequenze di ordine minore.

### Limiti di sequenza (sequence boundary)
Sono le superfici maggiormente significative: si tratta di discordanze angolari di tipo erosivo presenti sul margine del bacino che verso il centro del bacino sono correlabili a superfici geometricamente concordanti (correlative conformity). Queste superfici si formano per una brusca caduta del livello del mare che lascia esposta all'erosione subaerea gran parte della piattaforma continentale. Questi limiti di sequenza sono generalmente caratterizzati da lacune stratigrafiche più o meno accentuate. Una sequenza deposizionale è compresa tra due sequence boundary.

### Unità diSystem tract
Un system tract è una unità stratigrafica (corrispondente a un corpo roccioso tridimensionale e a una associazione di facies) che collega tra loro i diversi sistemi deposizionali presenti nell'ambito di un tratto di sequenza con caratteristiche genetiche omogenee: ad esempio progradazione dei sistemi deposizionali costieri e regressione marina, oppure retrogradazione dei sistemi deposizionali e trasgressione marina. Il tipo di system tract viene assegnato in base alla posizione entro la sequenza, alle geometrie degli strati che lo compongono, ai tipi di superfici che lo racchiudono e alle evidenze geologiche di variazione del livello del mare.
In successione, a partire da un sequence boundary abbiamo:
Lowstand system tract (LST). Corrispondente alla fase di abbassamento più deciso del livello del mare. In questo tratto la piattaforma continentale viene esposta in condizioni subaeree e sottoposta ad erosione rapida da parte degli agenti atmosferici e dei fiumi; si ha quindi un sequence boundary (SB) di tipo 1.  I sedimenti erosi si accumulano inizialmente come depositi torbiditici al piede della scarpata continentale (basin floor fan), seguito da sistemi deposti da flussi meno grossolani (sistemi torbiditici canalizzati tipo channel-levee). Con il rallentamento della caduta del livello marino e la fase di stazionamento basso dello stesso (lowstand) riescono ad instaurarsi sistemi costieri (deltaici e di spiaggia) al margine continentale (shelf edge) formando un cuneo di sedimenti progradanti (lowstand wedge system tract). Se la caduta del livello marino è meno accentuata e non arriva a interessare il margine della piattaforma abbiamo un sequence boundary di tipo 2, in cui le superfici erosive sono limitate alla parte più interna della piattaforma; in questo caso i sedimenti costieri tendono a progradare rapidamente al margine della piattaforma in uno shelf margin wedge system tract.

Transgressive system tract (TST). Il livello del mare tende a risalire (trasgressione marina) e i sistemi costieri (deltizi e di spiaggia) tendono a retrogradare in posizione sempre più interna al margine continentale, perché l'apporto di sedimenti non riesce a compensare l'incremento del livello marino. Questo sistema si sviluppa al di sopra di una superficie definita transgressive surface (TS), che segna l'instaurarsi di condizioni marine franche su facies costiere e continentali ed è in generale caratterizzata da rimaneggiamento dei sedimenti conseguente all'avanzamento del mare verso terra. Questo system tract è delimitato in alto da un'altra superficie denominata maximum flooding surface (mfs ovvero superficie di "massimo annegamento"), che riflette la massima estensione verso terra delle condizioni marine, anche dal punto di vista biologico (nel record fossilifero). Anche questa superficie è caratterizzata da una lacuna stratigrafica sempre più marcata procedendo verso terra, dove i termini trasgressivi ricoprono depositi sempre più antichi, troncati dalla unconformity subaerea generata dalla precedente fase di LST.

Highstand system tract (HST). Quando la risalita del livello marino rallenta fino allo stazionamento alto (highstand), lo spazio disponibile per la sedimentazione (accomodation space) è praticamente costante e l'apporto di sedimenti porta i sistemi costieri di nuovo a progradare verso bacino, con configurazioni geometriche di tipo sigmoidale. Nell'ambito di questo sistema si assiste generalmente a una diminuzione graduale dell'influenza marina nel record biostratigrafico a favore di forme fossili continentali e di ambienti di transizione.
Secondo i principi della stratigrafia sequenziale, il record sedimentario è costituito dalla sovrapposizione e parziale giustapposizione di sequenze deposizionali che hanno la loro espressione più evidente ai margini dei bacini, ove sono visibili le unconformity che le definiscono e racchiudono e le sequenze stesse appaiono in forma di cunei di spessore significativo, mentre tendono ad assottigliarsi e sovrapporsi in conformità geometrica nelle parti depocentrali dei bacini stessi.

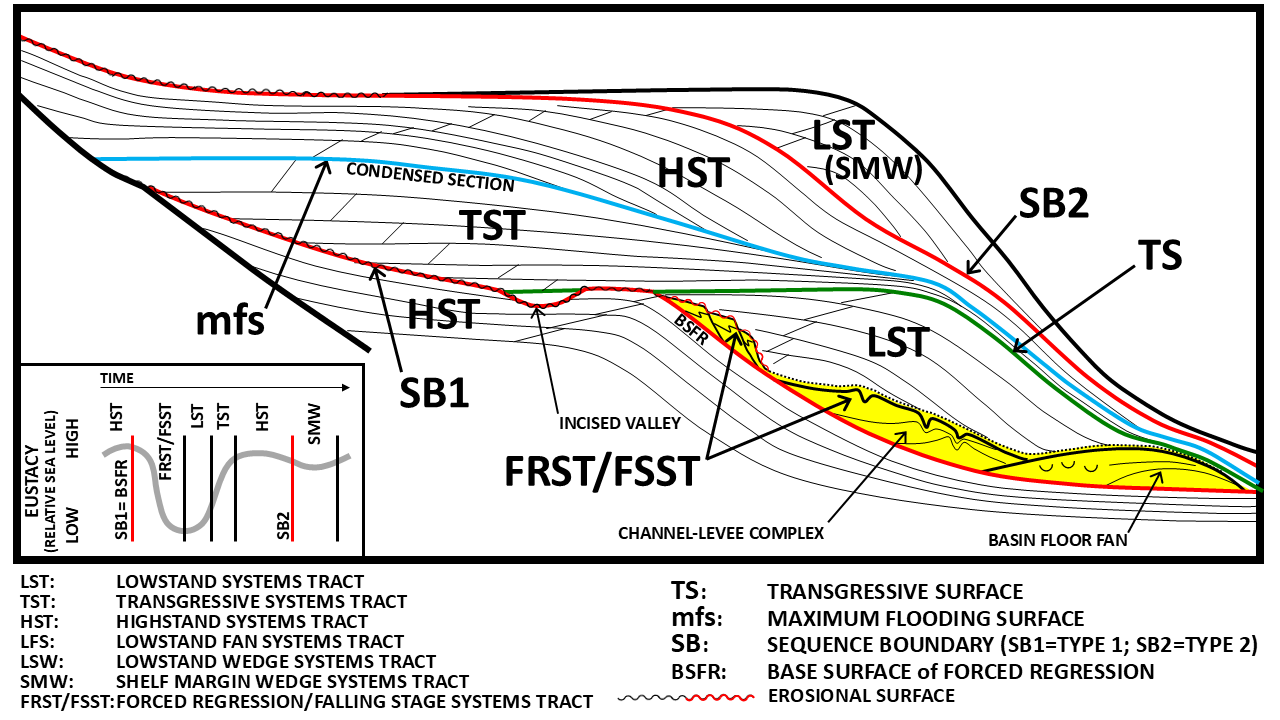
Modello generale di Stratigrafia Sequenziale dopo la revisione di Hunt e Tucker (1992); Nummedal et al. (1993), che mostra il system tract addizionale denominato FRST o FSST (spiegazione nel testo) comprendente i sistemi deposizionali attivi durante il periodo di abbassamento del livello di base.

Il modello Exxon di stratigrafia sequenziale è stato revisionato variamente nei decenni successivi alla sua prima formulazione, pur mantenendo i suoi tratti fondamentali. In particolare, le critiche si sono focalizzate sulla corretta collocazione della superficie di unconformity dei sequence boundary.
È stato notato infatti che negli esempi su cui si basa il modello classico Exxon, questa superficie corre al di sopra dei primi livelli depostisi sui fianchi del bacino durante la caduta del livello del mare, mentre verso bacino è posta sotto i sedimenti torbiditici. In realtà però, nella fase iniziale del tratto di HST, la caduta del livello marino non è propriamente "istantanea" ma avviene con una certa gradualità, quindi si può avere deposizione di sistemi costieri e di piattaforma continentale durante l'abbassamento progressivo del livello di base, mentre già si ha sedimentazione torbiditica alla base della scarpata continentale. I sistemi costieri deposti durante la prima fase di abbassamento del livello del mare sono delimitati verso l'alto da una superficie di unconformity (determinata dalla progressiva esposizione subaerea in conseguenza dell'abbassamento del livello marino), che però non è isocrona ma risulta sempre più recente procedendo verso bacino, e soprattutto non corrisponde verso bacino all'inizio della sedimentazione torbiditica. Quindi la superficie originariamente interpretata come sequence boundary nel modello classico non è in realtà continua e univoca ma è espressione di due eventi distinti.
Per questo è stata suggerita l'istituzione di un nuovo system tract, denominato FRST (forced regression system tract) oppure FSST (falling stage system tract), collocato tra la fase tarda del sistema di HST e il LST (in senso Exxon). Durante la "regressione forzata", in conseguenza dell'abbassamento del livello marino la linea di costa si sposta verso l'esterno e a quote sempre inferiori sulla piattaforma, e i prismi di sedimenti costieri progradanti che si formano di volta in volta assumono l'aspetto di gradini digradanti a quota sempre più bassa (downstepping).

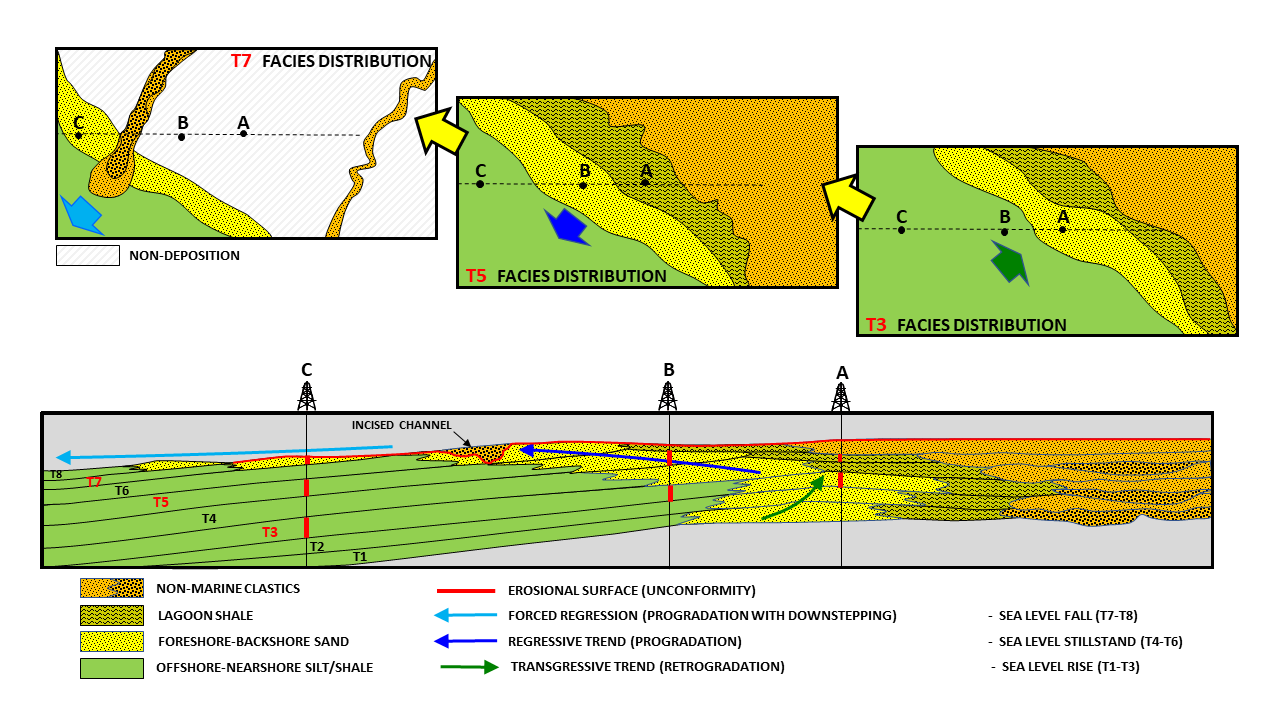
Schema generale (non in scala) che illustra la migrazione delle facies deposizionali in fasi trasgressive e regressive del livello del mare entro una sequenza stratigrafica costiera ideale di sottosuolo. Sono rappresentate le mappe di facies relative alle unità deposizionali corrispondenti ai tempi T3, T5 e T7. Al tempo T3 abbiamo il massimo della trasgressione marina (tardo TST), le facies marine costiere sono nella posizione più interna verso il continente; la superficie superiore di questa unità è una superficie di mfs. Al tempo T5 siamo in una fase regressiva in cui le facies di spiaggia (e la linea di costa) si sono spostate verso mare: siamo in un HST. Le unità corrispondenti ai tempi T7-T8 si depongono sulla costa durante un brusco abbassamento del livello marino (regressione forzata) e corrispondono verso terra ad una superficie di erosione (unconformity subaerea); verso terra durante questo tempo avremo prevalentemente non-deposizione, ad eccezione di valli incise da corsi d'acqua in cui possono accumularsi sedimenti fluviali e deltaici. Il canale inciso al di sopra della superficie di erosione apparterrà alle unità-tempo T7-T8, anche se lateralmente risulta contiguo alle facies di spiaggia dell'unità T6. Alla base dell'unità T7 abbiamo la superficie basale di regressione forzata (BSFR), corrispondente ad un sequence boundary.

La progradazione di ciascuno di questi nuovi segmenti verso mare (seguendo il trend di caduta del livello marino) determina verso terra una superficie erosiva (unconformity) per l'esposizione subaerea dei tratti precedenti. Quindi tutto il sistema FRST nel suo complesso è delimitato verso l'alto nel suo tratto prossimale da un'unconformity subaerea che "ringiovanisce" procedendo verso bacino e passa entro le facies marine ad una superficie di correlative conformity. Questo nuovo sistema è delimitato alla base da una superficie isocrona che segna l'inizio della regressione (BSFR ovvero basal surface of forced regression), che non è propriamente una unconformity ma che costituirebbe in realtà il vero e proprio sequence boundary, il quale verso bacino corre comunque al di sotto dei sistemi torbiditici. L'unconformity subaerea che delimita a tetto i sistemi FRST passa verso bacino a una correlative conformity che sovrasta i sistemi torbiditici.

### Parasequenze
La parasequenza è l'unità stratigrafica elementare della stratigrafia sequenziale: le parasequenze sono i "mattoni" che compongono i vari tratti delle sequenze deposizionali. Una parasequenza è una successione di strati concordanti e relazionati geneticamente, delimitati alla base e alla sommità da due superfici trasgressive (flooding surface).
Si tratta generalmente di unità cicliche che consistono in cicli asimmetrici, i quali riflettono un ambiente di sedimentazione relativamente più profondo alla base e gradualmente sempre meno profondo verso l'alto (shallowing upward), passando quindi rapidamente alla base del ciclo successivo che segna un nuovo approfondimento relativo ("annegamento"). Questa ciclicità si esplicita nell'ambito di una singola parasequenza con una successione e sovrapposizione di litotipi aventi una polarità ben precisa. Ad esempio, in sedimenti silicoclastici la parasequenza inizia con litotipi relativamente più fini (argille, silt), deposti in condizioni di maggiore profondità e bassa energia, e termina con litotipi sabbiosi o conglomeratici, espressione di scarsa profondità e più elevata energia del mezzo. Questa ciclicità trova l'espressione più tipica nei sedimenti costieri (di spiaggia e deltaici), dove le parasequenze corrispondono sostanzialmente a singoli corpi sedimentari progradanti. Come già accennato, le variazioni del livello del mare (sia che si tratti di innalzamento che di abbassamento) avvengono generalmente in modo non continuo ma per "step" successivi tra i quali il livello si mantiene stabile oppure si alza o abbassa leggermente (con ciclicità a breve termine) e i corpi sedimentari costieri hanno il tempo di formarsi e progradare verso bacino. Le parasequenze sono quindi sempre regressive. Generalmente, gli spessori delle parasequenze possono variare da alcuni metri a poche decine di metri.
La sovrapposizione delle parasequenze in posizione più o meno avanzata verso bacino (stacking pattern nella terminologia inglese) dà luogo ai sequenze di progradazione, aggradazione e retrogradazione, che dipendono dal rapporto tra lo spazio disponibile per la sedimentazione (accomodation space), cioè lo spazio tra il fondale e il livello marino (che costituisce anche il livello di base al di sopra del quale si ha erosione prevalente) e l'apporto di sedimenti (sediment supply). Se l'incremento di accomodation eccede l'accumulo di sedimenti siamo in una fase trasgressiva, e si avrà retrogradazione. Se l'apporto di sedimenti eccede l'incremento di accomodation siamo in una fase regressiva e quindi si avrà progradazione. Se infine si ha sostanziale equilibrio tra i due fattori si avrà aggradazione: in questo caso la paleo-linea di costa e distribuzione areale e verticale delle facies entro le parasequenze non varierà significativamente lungo la verticale.
Il riconoscimento e l'interpretazione delle parasequenze e della loro evoluzione verticale e laterale, sia in affioramento che nel sottosuolo, è fondamentale per la definizione di sequenze trasgressive e regressive e quindi per l'interpretazione dei system tract e delle sequenze deposizionali. Lo studio delle parasequenze viene portato avanti in affioramento con i criteri del rilevamento geologico e dell'analisi sedimentologica di terreno. Nel sottosuolo, le parasequenze vengono studiate soprattutto utilizzando i dati di pozzo (log e carote), che hanno risoluzione verticale adeguata allo spessore di queste unità, in sinergia con l'interpretazione della sismica che, pur avedo risoluzione decisamente più bassa (dell'ordine delle decine di metri) permette di correlare di pozzo in pozzo gli eventi corrispondenti a parasequenze o gruppi di parasequenze e seguirne lo sviluppo lateralmente e verticalmente nell'area di interesse.

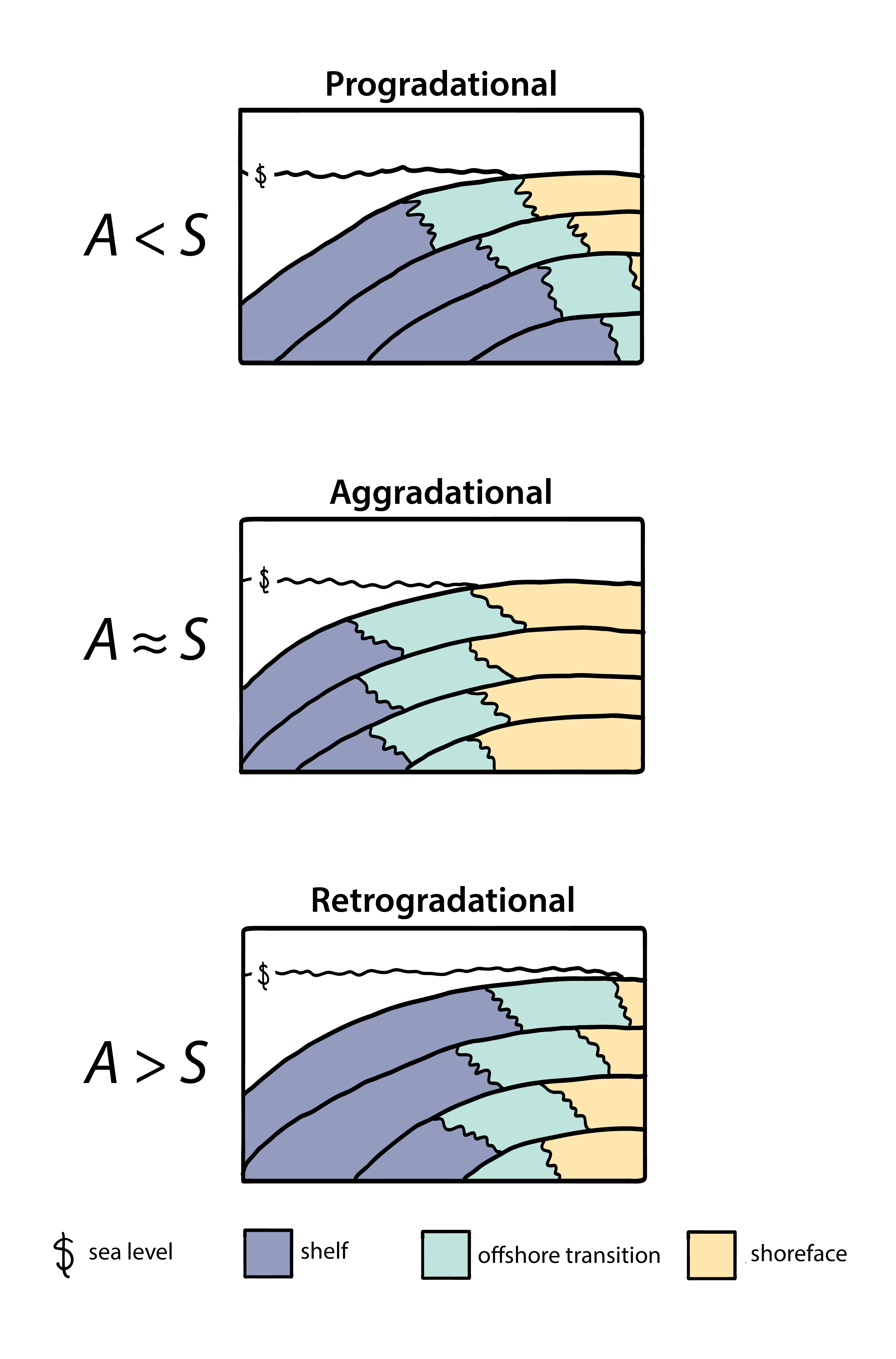
Rappresentazione schematica delle configurazioni più comuni che interessano gruppi di parasequenze (progradazionale, aggradazionale, retrogradazionale). A=accomodation (spazio disponibile per i sedimenti); S=sediment supply (apporto di sedimenti).
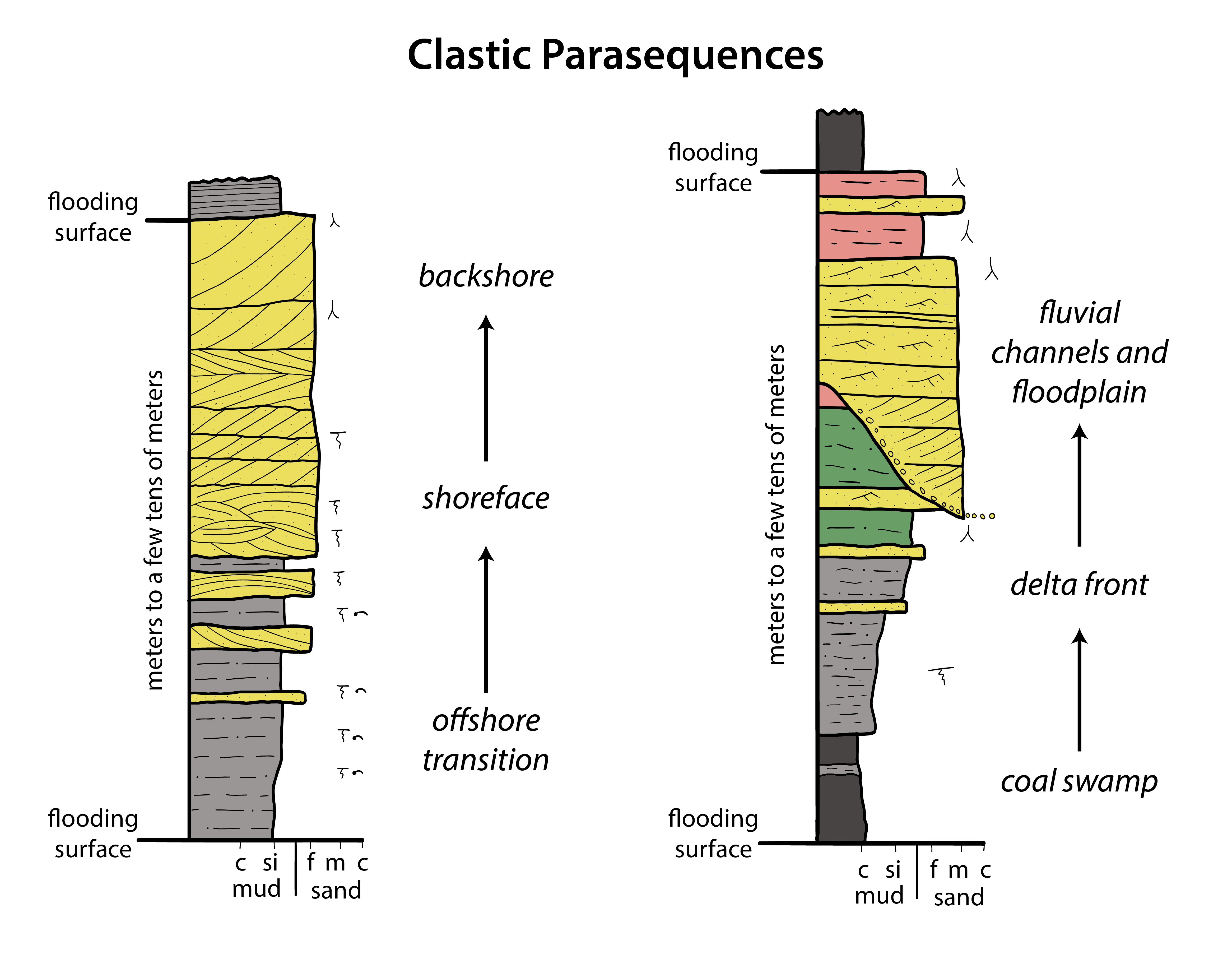
Esempi di parasequenze in successioni silicoclastiche. A sinistra abbiamo una parasequenza costiera, con alla base sedimenti marini di piattaforma continentale e a tetto sedimenti di spiaggia; a destra una sequenza di delta, con alla base facies di baia interdistributaria, seguiti da depositi di fronte deltizia e infine di canale fluviale e piana deltizia/alluvionale.
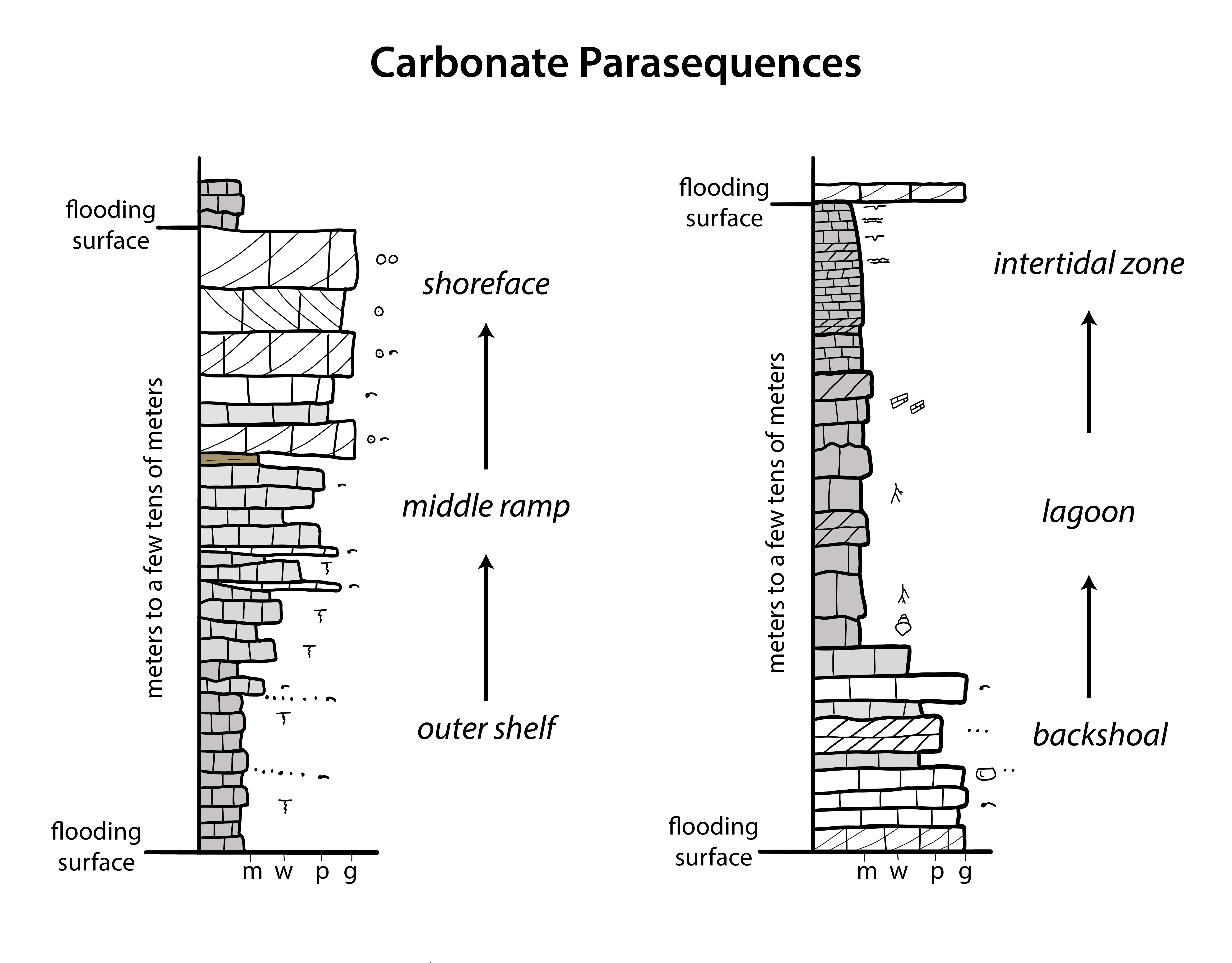
Esempi di parasequenze in successioni carbonatiche. A sinistra una parasequenza marino-marginale che ha alla base sedimenti di piattaforma esterna, seguiti verso l'alto da sedimenti depostisi in condizioni di più alta energia (spiaggia); a destra una parasequenza di ambiente protetto (da retrospiaggia a laguna interna, a sedimenti intertidali).

## Fattori genetici delle sequenze deposizionali
Riepilogando, l'organizzazione delle successioni bacinali in sequenze è regolata da tre fattori:
1. eustatismo
2. sollevamento tettonico/subsidenza
3. apporto di sedimenti

L'interazione tra questi tre fattori controlla lo spazio di accomodamento (accomodation space), ossia lo spazio a disposizione per il potenziale accumulo dei sedimenti (sediment supply), e le modalità in cui viene colmato questo spazio.
Le variazioni eustatiche sono in generale in stretta relazione con il clima:
- generalmente, durante le fasi climatiche "fredde" si hanno sequenze prevalentemente regressive, per la diminuzione del livello del mare in conseguenza dell'aumento di volume dei ghiacciai continentali e delle banchise.
- durante le fasi climatiche "calde" si ha viceversa un aumento del livello degli oceani per lo scioglimento dei ghiacci marini e continentali e quindi sequenze prevalentemente trasgressive.

Questo meccanismo, definito glacioeustatico (glacioeustasy), è in grado di spiegare variazioni del livello marino ad alta frequenza in periodi della storia della Terra (come il Pleistocene e l'Olocene) in cui si sono avute alternanze tra fasi glaciali con accumulo significativo di ghiacci ai poli e fasi con clima più caldo con scioglimento parziale delle calotte glaciali: i volumi di acqua coinvolti sono in grado di causare innalzamenti e abbassamenti globali dell'ordine del centinaio di metri e più; inoltre, mentre la durata delle fasi glaciali e interglaciali è dell'ordine di decine e centinaia di migliaia di anni, le variazioni eustatiche che le separano sembrano richiedere intervalli di tempo piuttosto limitati, dell'ordine di poche migliaia di anni.
Il tasso di subsidenza e la tettonica a loro volta possono giocare un ruolo importante a scala locale interferendo e sovrapponendosi con i cicli climatici in varia misura; un sollevamento di origine tettonica del territorio (come ad esempio una fase orogenica su un margine continentale attivo) potrebbe dare origine localmente a una sequenza regressiva anche se si ha contemporaneamente su scala globale un evento di trasgressione marina; viceversa uno sprofondamento tettonico (come ad esempio durante la formazione di un rift) potrebbe originare una sequenza costiera trasgressiva indipendentemente dai cicli eustatici globali.
Un ulteriore meccanismo di origine tettonica suggerito per le variazioni eustatiche a scala globale (tettono-eustatismo o tectono-eustasy) è di origine geodinamica ed è connesso alla tettonica delle placche e alle variazioni fisiografiche e di capacità degli oceani in risposta ai movimenti delle placche tettoniche (convergenza, divergenza, apertura e chiusura di bacini oceanici, attività delle dorsali oceaniche e delle zone di subduzione...). Ad esempio un periodo di frammentazione (breakup) continentale con forte espansione delle dorsali oceaniche causerà la messa in posto di grandi quantità di nuova crosta oceanica "calda" e l'aumento di volume delle dorsali stesse, che indurrebbe una diminuzione di capacità dei bacini oceanici e di conseguenza l'aumento del livello marino sui margini continentali con fasi trasgressive generalizzate; viceversa in un periodo di accrezione continentale con formazione di supercontinenti si avrebbe una riduzione di attività delle dorsali e quindi aumento della capacità degli oceani con abbassamento del livello marino e fasi regressive. Questo tipo di meccanismo sarebbe in grado di causare variazioni dell'ordine di oltre un centinaio di metri, che però richiederebbero (a causa dei tempi in gioco nel movimento delle placche tettoniche) tempi molto più lunghi rispetto alle fasi climatiche (milioni-decine di milioni di anni).
La tettonica e il clima hanno un ruolo importante nella regolazione degli apporti sedimentari: le aree soggette a sollevamento tettonico (come gli orogeni recenti) in ambiente subaereo, subiscono un incremento notevole nel tasso di erosione, fornendo nuovi sedimenti clastici ai corsi d'acqua che li rimaneggiano e ridistribuiscono nelle aree costiere (arrivando fino alle piane abissali nel caso dei sedimenti torbiditici). L'erosione chimica è ulteriormente accentuata in climi caldo-umidi e tropicali. Le fasi climatiche umide con aumento della piovosità, in generale, portano ad un incremento dell'erosione sulle aree continentali e conseguentemente degli apporti sedimentari alle aree alluvionali costiere e ai sistemi costieri stessi (deltizi e di spiaggia).

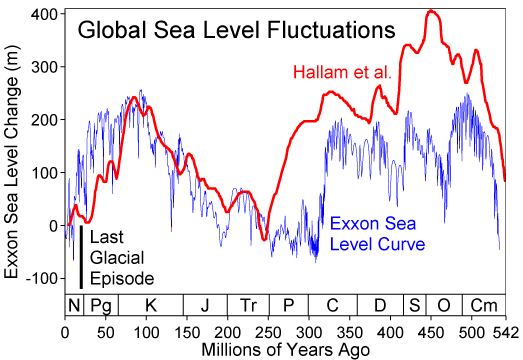
Curva (in blu) delle variazioni del livello marino rispetto all'attuale secondo Exxon, a partire dal Cambriano fino all'attuale.

## Sequenze deposizionali e variazioni del livello marino
Il significato genetico delle sequenze deposizionali, strettamente connesso alle variazioni del livello marino, offre in principio la possibilità di determinare qualitativamente e quantitativamente le fluttuazioni del livello del mare a partire dal record sedimentario e fossilifero e dalle geometrie stratali evidenziate dallo studio della stratigrafia sequenziale su rilievi sismici. È quanto è stato tentato a partire dagli anni 1970-1980 del secolo scorso, sempre in ambito Exxon, basandosi inizialmente sulla posizione delle superfici di SB, TS e mfs e sulla variazione di estensione verso terra delle terminazioni dei sedimenti costieri (coastal onlap) nell'ambito delle singole sequenze deposizionali, individuate soprattutto mediante la sismica e con il controllo biostratigrafico dei pozzi disponibili. La variazione relativa del livello del mare, ad esempio un innalzamento relativo, è misurabile in base alla variazione di quota dei sedimenti costieri, dalla posizione più bassa ed esterna (raggiunta durante le fasi di LST-FRST) alla posizione più alta e interna (raggiunta nella fase di "late" TST-"early" HST) entro una determinata sequenza deposizionale; al contrario un abbassamento relativo del livello marino è misurabile dai depositi costieri più interni ("late" TST-"early" HST) di una determinata sequenza fino ai depositi costieri di LST (FRST) della sequenza successiva. Successivamente, questa metodologia è stata integrata con dati di affioramento e datazioni di ordine cronostratigrafico e magnetostratigrafico.
Le critiche più importanti a questo approccio sono sul fatto che si basa soprattutto su dati di sottosuolo di natura sismica (quindi indiretti), e che questi dati per la maggior parte sono di natura privata (di proprietà di Exxon e di altre compagnie petrolifere), non pubblicati nel dettaglio e quindi non soggetti ad un controllo indipendente da parte della comunità scientifica; inoltre, l'interpretazione delle variazioni dell'onlap costiero in termini di variazioni eustatiche (senza tenere in considerazione possibili variazioni locali di significato tettonico o dovute a variazioni nell'apporto di sedimenti) potrebbe portare ad una sovra-interpretazione di cicli eustatici.

## Applicazioni in campo industriale

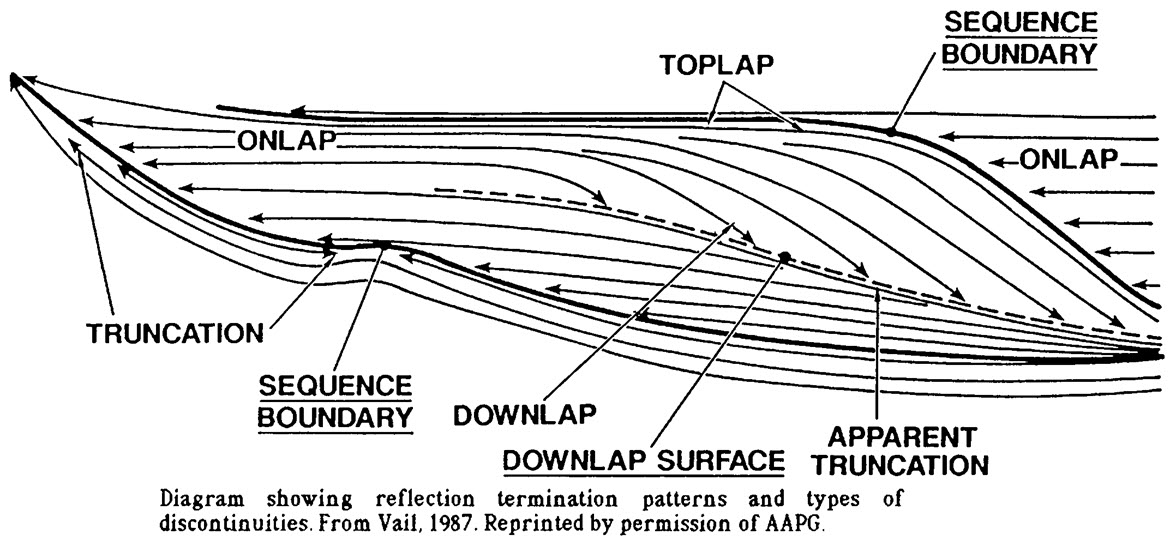
Schema generale che mostra l'andamento delle riflessioni sismiche entro una sequenza deposizionale e le relative geometrie.

Come già riportato, la stratigrafia sequenziale è nata e si è sviluppata nell'ambito della ricerca petrolifera. Le superfici notevoli (SB, TS, mfs) che definiscono le sequenze deposizionali e le sotto-unità (system tract) che le compongono sono generalmente visibili e interpretabili sulla sismica a riflessione, così come i rapporti geometrici che individuano i complessi progradanti e retrogradanti, in quanto questi orizzonti sono spesso caratterizzati da contrasti di impedenza acustica in conseguenza della sovrapposizione di litologie diverse, e corrispondono quindi a eventi e orizzonti sismici caratterizzabili e tracciabili. La detezione dei corpi sedimentari dipende dallo spessore dei corpi stessi e dalla risoluzione dell'acquisizione sismica.
Le terminazioni degli eventi sismici possono essere di quattro tipi fondamentali:
- truncation ("troncatura"): gli eventi che occorrono al di sotto di una unconformity risultano sovente troncati dalla stessa; si tratta di un tipico criterio di riconoscimento di un sequence boundary;
- onlap: gli eventi si "appoggiano" verso continente contro un evento più antico terminando a cuneo; questa configurazione è caratteristica di fasi trasgressive e di highstand, in cui i sedimenti costieri e marini si depongono in posizione più interna, contro una superficie di unconformity (SB);
- downlap: geometria che si ha quando eventi ad alto angolo terminano in basso tangenzialmente su una superficie ad angolo più basso; si tratta di una tipica geometria di progradazione, che si riscontra nei sistemi di "late" LST e di HST.
- toplap: terminazione degli eventi tangenzialmente verso l'alto contro il limite superiore di una unità stratigrafica; anche questa è una tipica geometria progradazionale, che si sviluppa nel verso opposto al downlap; toplap e downlap risultano associati in una geometria definita progradazione sigmoidale.

L'interpretazione degli eventi sismici in termini di stratigrafia sequenziale è definita stratigrafia sismica (seismic stratigraphy), e costituisce da alcuni decenni uno strumento di importanza fondamentale nella ricerca petrolifera. La stratigrafia sismica viene regolarmente applicata, congiuntamente alla sedimentologia e alla geologia strutturale, nella fase esplorativa della ricerca petrolifera per la ricostruzione della storia geologica di una determinata area. Questa disciplina consente infatti l'individuazione di reservoir e rocce madri e di predire il loro sviluppo nel sottosuolo, oltre che di individuare la presenza di trappole stratigrafiche e strutturali.